# Apicia thasusaria
Apicia thasusaria är en fjärilsart som beskrevs av Walker 1860. Apicia thasusaria ingår i släktet Apicia och familjen mätare. Inga underarter finns listade i Catalogue of Life.